# Chelsea Football Club 1905-1906
Questa voce raccoglie le informazioni riguardanti il Chelsea Football Club nelle competizioni ufficiali della stagione 1905-1906.

## Stagione

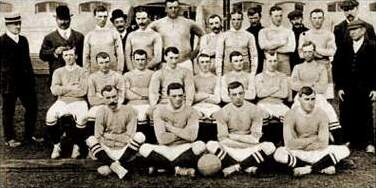
Una formazione del Chelsea nel 1905.

Il Chelsea F.C. fu fondato il 10 marzo 1905 presso il pub The Rising Sun, l'odierno The Butcher's Hook, di fronte all'attuale ingresso dello stadio del Fulham, il Craven Cottage. Poiché nel borough vi era già un'altra squadra denominata Fulham, la scelta cadde sul nome del quartiere adiacente, il Royal Borough of Kensington and Chelsea, dopo i rifiuti dei nomi London FC, Kensington FC e Stamford Bridge FC. Al neonato sodalizio fu negato l'ingresso nella Southern League a causa delle obiezioni di Fulham e Tottenham, così il Chelsea presentò richiesta di iscrizione alla Football League. La candidatura del club fu approvata al meeting annuale generale (AGM) della Football League il 29 maggio 1905, con un discorso di Parker che poneva l'accento sulla stabilità finanziaria del nuovo sodalizio, il suo nuovo e impressionante stadio e il suo gioco di squadra. Il Chelsea fu, quindi, ammesso alla Football League (gli attuali campionati professionistici esclusa la massima divisione) pur non avendo disputato partite in precedenza.

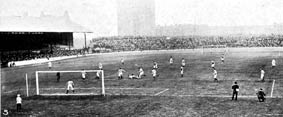
Chelsea-West Bromwich Albion, Stamford Bridge, settembre 1905

La prima partita di campionato il club la disputò contro lo Stockport County il 2 settembre 1905 in trasferta, perdendo per 1-0. La prima partita in casa fu un'amichevole contro il Liverpool e si concluse con una vittoria per 4-0.
Come primo giocatore-allenatore della squadra fu ingaggiato il nazionale scozzese John Tait Robertson, centrocampista arretrato. Il primo organico era composto da giocatori affermatisi con altri club, come il forte portiere William "Fatty" Foulke, vincitore della FA Cup con lo Sheffield United, e l'attaccante interno Jimmy Windridge, proveniente dallo Small Heath. Nella sua prima stagione la squadra raggiunse un buon terzo posto, ma il ruolo di Robertson era costantemente indebolito a causa di intromissioni da parte della dirigenza.
In FA Cup, il Chelsea, dopo aver superato il First Grenadier Guards (6-1) e il Southend United (1-0) , viene sconfitto per 7-1 dal Crystal Palace.

## Maglie e sponsor
Furono adottate maglie di colore verde, pantaloncini bianchi e calzettoni neri con due righe blu. La divisa da trasferta era bianca, con calzettoni neri a righe blu.
| Casa | Trasferta |

## Rosa
| N. |                        | Ruolo | Calciatore       |
| -- | ---------------------- | ----- | ---------------- |
|    | Inghilterra (bandiera) | P     | Michael Byrne    |
|    | Inghilterra (bandiera) | P     | William Foulke   |
|    | Inghilterra (bandiera) | P     | Bob Whiting      |
|    | Inghilterra (bandiera) | D     | James Fletcher   |
|    | Scozia (bandiera)      | D     | Bob Mackie       |
|    | Scozia (bandiera)      | D     | Bob McEwen       |
|    | Scozia (bandiera)      | D     | Tommy Miller     |
|    | Inghilterra (bandiera) | D     | Frank Wolff      |
|    | Scozia (bandiera)      | C     | James Craigie    |
|    | Inghilterra (bandiera) | C     | Charlie Harris   |
|    | Scozia (bandiera)      | C     | George Henderson |
|    | Scozia (bandiera)      | C     | George Key       |
|    | Scozia (bandiera)      | C     | Martin Moran     |
|    | Scozia (bandiera)      | C     | Peter Proudfoot  |

| N. |                        | Ruolo | Calciatore      |
| -- | ---------------------- | ----- | --------------- |
|    | Scozia (bandiera)      | C     | Jacky Robertson |
|    | Scozia (bandiera)      | A     | David Copeland  |
|    | Scozia (bandiera)      | A     | Charles Donaghy |
|    | Inghilterra (bandiera) | A     | Joe Goodwin     |
|    | Irlanda (bandiera)     | A     | Jack Kirwan     |
|    | Scozia (bandiera)      | A     | Tom McDermott   |
|    | Scozia (bandiera)      | A     | Bob McRoberts   |
|    | Scozia (bandiera)      | A     | Francis O'Hara  |
|    | Scozia (bandiera)      | A     | Jimmy Robertson |
|    | Inghilterra (bandiera) | A     | Frank Pearson   |
|    | Inghilterra (bandiera) | A     | Willie Porter   |
|    | Inghilterra (bandiera) | A     | Walter Toomer   |
|    | Scozia (bandiera)      | A     | James Watson    |
|    | Inghilterra (bandiera) | A     | Jimmy Windridge |